# Надва (Кардымовский район)
Надва — деревня в Кардымовском районе Смоленской области России. Входит в состав Первомайского сельского поселения. По состоянию на 2007 год постоянного населения не имеет. 
Расположена в центральной части области в 5 км к юго-востоку от Кардымова, в 6 км южнее автодороги Р134 «Старая Смоленская дорога» Смоленск — Дорогобуж — Вязьма — Зубцов, на берегу реки Надва. В 4 км северо-западнее деревни расположена железнодорожная станция Кардымово на линии Москва — Минск. 

## История
В годы Великой Отечественной войны деревня была оккупирована гитлеровскими войсками в августе 1941 года, освобождена в сентябре 1943 года.